# 1964年東京オリンピックのコンパニオン

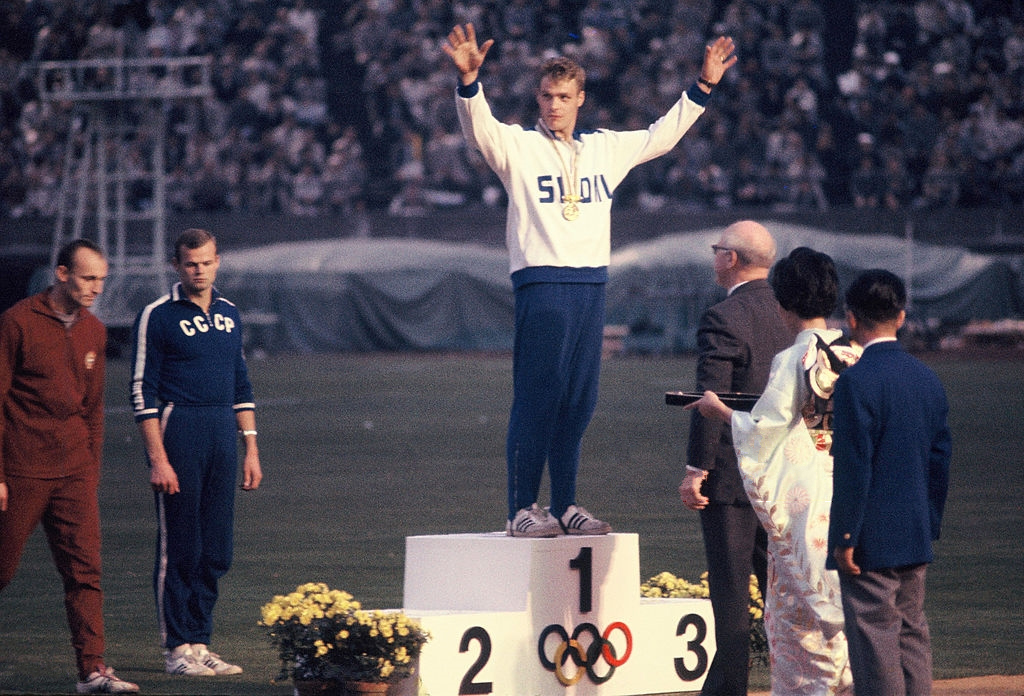
表彰式では和服姿のコンパニオンがアシスタント（表彰補助員）を務めた。写真はやり投の表彰式。

1964年東京オリンピックのコンパニオン（1964ねんとうきょうオリンピックのコンパニオン）は、1964年の東京オリンピックにおいて日本を訪れる海外の要人のアテンド（案内・接待や通訳など）や、メダルセレモニーの際のホステス役として任命された女性スタッフである。
日本において「コンパニオン」という語が使用される契機となったとされる。

## 解説
「コンパニオン」の一人であった星野綾子（旧姓：吉川。1952年ヘルシンキオリンピック代表選手）の証言によれば、東京オリンピック組織委員会総務局国際部部長の北沢清が、辞書で「貴婦人の接待役」を意味する companion （レディズ・コンパニオン）を見つけて提案し、命名される彼女たちも賛同したことから採用されたという（産経新聞記事では東京都知事・IOC委員である東龍太郎の発案による命名とする）。東京オリンピックのコンパニオンは総勢34人であった。
星野によれば、まず陸上競技関係者から選ぶということで関係者に声がかけられ、1963年9月に招集が行われた。星野自身もこの時に招集された一人で、田島麻（旧姓：土倉。1932年ロサンゼルスオリンピック代表選手。田島直人夫人）とその娘の和子、安川第五郎（東京オリンピック組織委員会会長）の孫娘、そのほか各都道府県の陸上競技連盟の会長の娘などが推薦されて来たという。その後、1964年6月に「公募」がかけられ、語学堪能でマナーや素養に問題のなく「才色兼備」な女性たちが、いわゆる「良家の子女」を中心に選ばれた。池田紀子・祥子姉妹（総理大臣池田勇人の娘）、西村亜希子（「コンパニオン」との対談を契機に長嶋茂雄夫人となる）はこの公募での採用という。このほかコンパニオンには、磯村文子（NHK局員磯村尚徳夫人）、竹田恒和の姉2人（素子・紀子）などが含まれた。
要人の入国出迎えから帰国見送りまで担当するコンパニオン（池田の例）と、国立競技場内で和服を着て案内に当たるコンパニオン（星野の例）があり、要人の買い物や観光にも同伴した前者には破格の俸給が出たものの、競技関係者が多く務めた後者は交通費・弁当代以外は無給のボランティアであったという。
表彰式の際にメダルを運ぶ役割は「表彰補助員」と呼ばれ、和服を着て優雅に歩く姿は「ミス・メダル」と呼ばれたという。